# Vireó melodiós
El vireó melodiós (Vireo gilvus) és una espècie d'ocell de la família dels vireònids (Vireonidae) que habita boscos, matolls i medi urbà, des del sud-oest d'Alberta, Saskatchewan i sud de Manitoba, cap al sud, pel sud del Canadà, la major part dels Estats Units i les muntanyes occidentals de Mèxic. Viatgen cap al sud per a passar l'hivern a Mèxic i Amèrica Central.